# The Battle (George Jones)
The Battle è un album in studio del cantante statunitense George Jones, pubblicato nel 1976.

## Tracce
1. The Battle (Norro Wilson, George Richey, Linda Kimball)
2. I Can't Get Over What Lovin' You Has Done (Jody Emerson)
3. Baby, There's Nothing Like You (George Jones, Earl Montgomery)
4. You Always Look Your Best (Here in My Arms) (Curly Putman, Mike Kosser, Steve Pippin)
5. Nighttime (And My Baby) (Norro Wilson, Carmol Taylor, Joe Stampley)
6. I'll Come Back (Earl Montgomery)
7. Wean Me (Jones, Tammy Wynette)
8. Love Coming Down (Jerry Chesnut)
9. Billy Ray Wrote a Song (Hank Cochran, Glenn Martin)
10. I Still Sing the Old Songs (David Allan Coe)